# Унгурени (Корнешти)
Унгурени (рум. Ungureni) насеље је у Румунији у округу Дамбовица у општини Корнешти. Oпштина се налази на надморској висини од 138 m.

## Становништво
Према подацима из 2011. године у насељу је живело 855 становника.